# Кнышинский район
Кнышинский район (бел. Кнышынскі раён) — район, существовавший в Белостокской области Белорусской ССР в 1940—1944 годах. Центр — посёлок городского типа Кнышин.

## История
Моньковский район был образован 15 января 1940 года на части территории упразднённых Белостокского и Высокомазовецкого уездов Белостокской области Указом Президиума Верховного Совета СССР.
25 ноября 1940 года Моньковский район был переименован в Кнышинский район.
К 1 января 1941 года район включал посёлки городского типа Кнышин и Гониондз и15 сельсоветов.
В 1941—1944 годах территория района была оккупирована немецкими войсками.
20 сентября 1944 года Кнышинский район, как и большая часть территории всей Белостокской области, был передан из СССР в состав Польши.